# 내가 버린 여자 2
내가 버린 여자 2는 1980년 공개된 대한민국의 영화이다.

## 배역
- 정윤희 : 현주 역
- 장미희 : 윤정 역
- 이영하 : 정호 역
- 조인하
- 김화란